# گوشت و خون (فیلم ۱۹۸۵)
گوشت و خون (به انگلیسی: Flesh and Blood) فیلمی محصول سال ۱۹۸۵ و به کارگردانی پل ورهوفن است. در این فیلم بازیگرانی همچون روتخر هاور، جنیفر جیسن لی، تام برلینسون، سوزان تایرل، رونالد لیسی، جک تامپسون، بریون جیمز، برونو کیربی، سیمون آندرئو، کیتی کوربای، جیک وود، نانسی کارترایت، اِکتور آلتریو، شیوون هیز، آنا لوکارت ایفای نقش کرده‌اند.